# Killantringan
Killantringan är en fyrplats nära Portpatrick i Dumfries and Galloway i sydvästra Skottland. Fyren är i dag ej i drift. Fyren grundades 1900 och fungerar som ett landmärke i Nordkanalen i Irländska sjön. Namnet Killantringan kommer från Ringan, eller Ninian's Cill of Cell. Fyren är kulturmärkt som kategori med kategori B.

## Historia
Northern Lighthouse Board beviljade tillstånd att bygga fyren 1897. Den konstruerades av David Alan Stevenson.   Ingenjörens rapport angav att en kraftfull mistsignal också krävdes på platsen. Fyren togs i bruk den 1 oktober 1900. Ljuset gav en blinkande signal med två blinkningar i snabb följd varje ½ minut. När den användes gav mistluren 3 signaler: låg, låg, hög i snabb följd var 1 ½ minut.
Fyrljuset automatiserades 1988 efter att mistlurens signal hade avbrutits föregående år. Efter en omfattande översyn av fyrtjänster av det brittiska fyrväsendet 2005, beslutades att Killantringan var överflödig och att fyren främst tjänade som sjömärke. Fyrljuset kopplades bort permanent i januari 2007 och fyrljuset med linser blev donerade utomlands.
Idag hyrs fyrvaktarens hus ut ihop med ett mindre angränsande hus som självhushåll av de nuvarande ägarna.